# Цвейг, Фриц
Фриц Цвейг (нем. Fritz Zweig; 8 сентября 1893, Ольмюц, ныне Чехия — 28 февраля 1984, Лос-Анджелес) — австрийско-американский дирижёр и музыкальный педагог.
В 1910—1911 годах частным образом учился в Вене у Арнольда Шёнберга, в 1912 году продолжил обучение у него же в Берлине. В 1913—1933 годах работал коррепетитором и дирижёром во всех основных оперных театрах Берлина. С приходом к власти нацистов покинул Германию. В 1934—1938 годах работал в Немецкой опере в Праге, в 1938—1940 годах — в парижской Гранд-Опера, гастролировал в Лондоне и Москве.
С 1940 года жил и работал в США. В 1944 году дирижировал бродвейской постановкой оперетты «Весёлая вдова» Франца Легара. В дальнейшем преимущественно преподавал в Лос-Анджелесе и Санта-Барбаре.